# Internationales Handelszentrum
Das Internationale Handelszentrum (IHZ) ist ein Hochhausbau im Berliner Ortsteil  Mitte. Es liegt auf dem Karree zwischen Georgen-, Planck-, Dorotheen- und Friedrichstraße und hat eine Höhe von 93,5 Metern, die sich auf 25 Etagen verteilen.

## Geschichte
Das IHZ wurde in den 1970er Jahren unter Leitung des Direktors der Aufbauleitung Ost-Berlin, Erhardt Gißke, durch den Architekten Josef Kaiser geplant. Errichtet wurde es in den Jahren 1976–1978; Projektierung und Ausführung erfolgten nach den von Josef Kaiser in Japan geführten Vergabeverhandlungen durch die japanische Kajima Corporation. Das Gebäude fällt besonders durch seine zwei großen, schwarzen Fensterflächen auf, die von einem weißen fensterlosen Rahmen umgeben werden. Der Grundriss ist rechteckig.

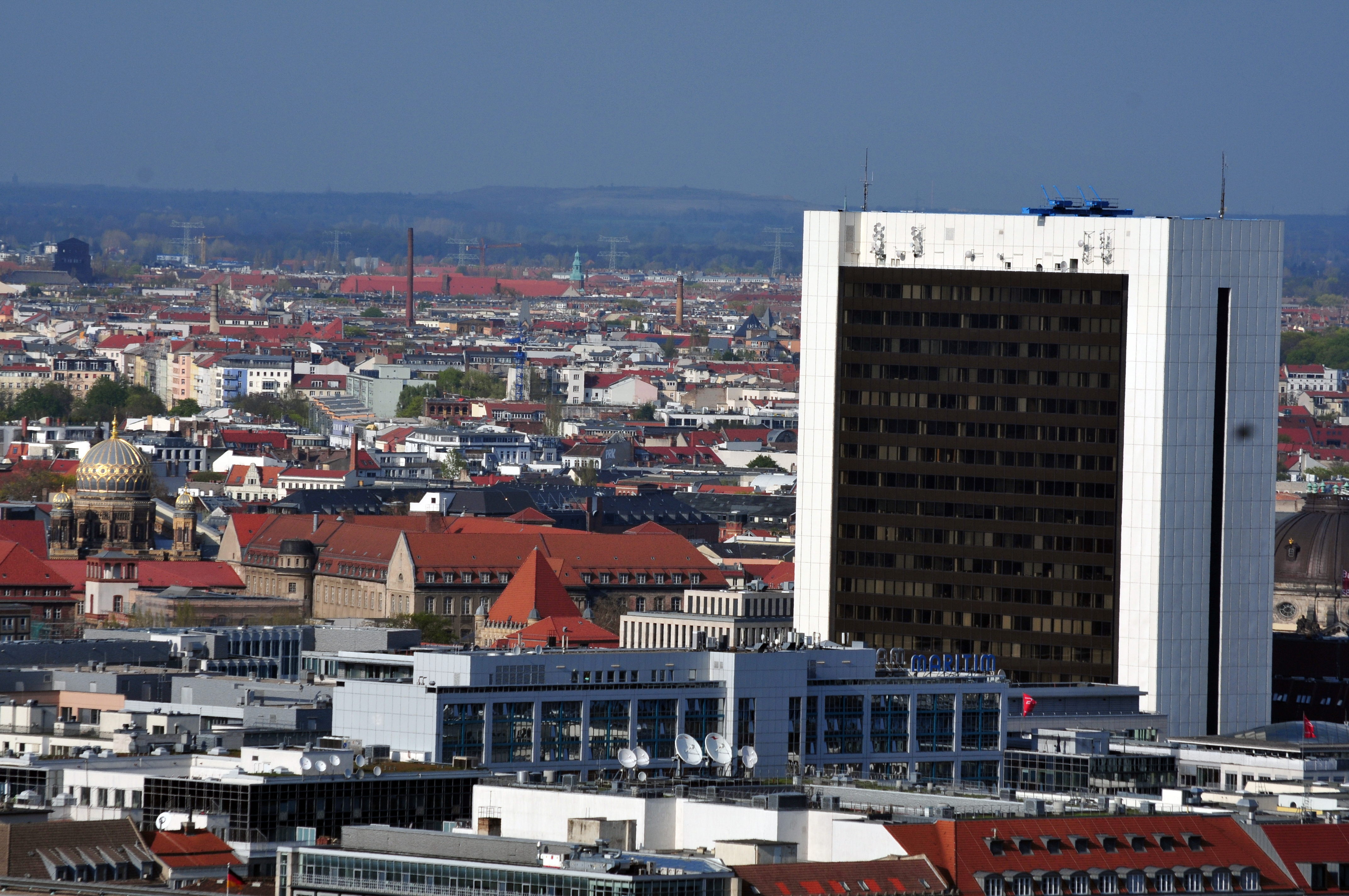
IHZ; Blick vom Potsdamer Platz aus

Das Design des IHZ ähnelt dem 1972 in Chicago von Minoru Yamasaki errichteten Montgomery Ward Plaza.
Bis zum Jahr 2000 existierte an der zur Friedrichstraße gewandten Seite eine Sockelbebauung, die drei Etagen in der Höhe maß und in der bis zum Abriss Restaurants und Läden vorhanden waren. Sie wurde abgetragen, um Platz für zwei 35 Meter hohe Erweiterungsbauten zu machen, die heute Wohnungen, Büros und Hotels beinhalten. Die heutige Bürofläche beträgt etwa 44.600 Quadratmeter. Zum Gebäudekomplex gehört des Weiteren ein Parkhaus mit 600 Stellplätzen. Im Jahr 2003 wurde ein großes Unternehmenslogo des Automobilherstellers Opel auf dem Dach des Hochhauses angebracht, das 2012 wieder abgenommen wurde, als der Opel-Showroom geschlossen wurde.
Im ganzen Gebäude waren von jeher Büros für Kanzleien, Handelsunternehmen – darunter ab 1982 der Waffenexporteur Imes Import-Export GmbH des Devisenbeschaffers Alexander Schalck-Golodkowski –, Fluggesellschaften usw. untergebracht. Botschaften waren bereits in Zeiten der DDR im Hause vorhanden. Um die Zeit bis zur Errichtung einer eigenen Botschaftsresidenz zu überbrücken, befanden sich zwischen 1999 und März 2004 die Niederländische Botschaft und zwischen 1999 und April 2005 die Kanadische Botschaft im Internationalen Handelszentrum.